# Sphère d'Ewald
La sphère d'Ewald est une construction géométrique utilisée dans la description théorique de la diffraction par un solide. Dans une géométrie de diffraction donnée, elle permet de déterminer graphiquement les points du réseau réciproque, c'est-à-dire les familles de plans cristallins, donnant lieu à la diffraction.
La sphère d'Ewald est nommée d'après Paul Ewald (1888-1985), physicien allemand qui fut pionnier dans l'étude de la diffraction des rayons X.

## Construction générale de la sphère d'Ewald

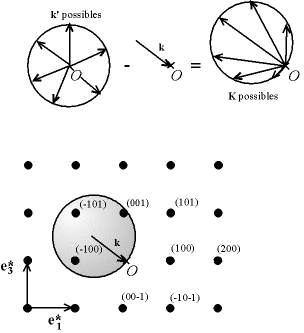
Construction générale de la sphère d'Ewald.

Dans la géométrie la plus simple, on considère un faisceau incident monochromatique sur un cristal fixe. Le faisceau est décrit par son vecteur d'onde, généralement noté {\displaystyle {\vec {k}}} de direction et de longueur fixées par l'expérience. Le cristal est décrit par son réseau réciproque, dont l'orientation est également fixée par les conditions de l'expérience.
Le rayonnement diffusé par le cristal peut avoir a priori n'importe quelle direction ; on impose simplement que son énergie soit identique à celle du faisceau incident (hypothèse de la diffusion élastique). Graphiquement, le vecteur d'onde {\displaystyle {\vec {k}}'} correspondant au faisceau diffusé sera donc de même longueur que le vecteur du faisceau incident.
On s'intéresse au vecteur de diffusion {\displaystyle {\vec {Q}}} défini par {\displaystyle {\vec {k}}'-{\vec {k}}}. La sphère d'Ewald est la sphère définie par le lieu des extrémités possibles du vecteur {\displaystyle {\vec {Q}}} pour toutes les directions possibles du faisceau diffusé. Cette sphère contient l'origine du réseau réciproque et a pour rayon {\displaystyle 2\pi /\lambda }.
La théorie de la diffraction montre qu'il y a diffraction, c'est-à-dire interférences constructives des faisceaux diffusés, à la condition que l'extrémité de {\displaystyle {\vec {Q}}} corresponde à un point du réseau réciproque : c'est la condition de Laue. Graphiquement, les familles de plans atomiques qui diffractent dans les conditions de l'expérience correspondent donc aux points du réseau réciproque qui se trouvent sur la sphère d'Ewald.
Dans la limite des grandes longueurs d'onde, le rayon de la sphère d'Ewald devient trop petit : plus aucun point du réseau réciproque ne peut être intercepté. Ceci illustre le fait qu'il est nécessaire de travailler avec des longueurs d'onde de l'ordre de la distance interatomique pour obtenir une figure de diffraction.

## Expériences particulières
La construction générale présentée ci-dessus ne s'applique pas directement à une expérience de diffraction telle qu'elles sont habituellement pratiquées. Les schémas du paragraphe précédent permettent de comprendre pourquoi : il y a dans le cas général très peu de points du réseau réciproque situés sur la sphère d'Ewald. Une expérience menée de la sorte, avec un cristal fixe et une longueur d'onde fixée, ne peut donner que très peu de signal de diffraction et donc très peu d'information sur le réseau cristallin. 
Dans la pratique il est donc nécessaire de faire varier, si possible de façon continue, un des paramètres de l'expérience. On peut ainsi faire varier la longueur d'onde ou l'orientation du cristal. La construction d'Ewald doit alors être modifiée en conséquence.

### Diffraction par la méthode du cristal tournant
Comme son nom l'indique, une expérience de cristal tournant consiste à faire tourner le cristal autour d'un de ses axes. Le réseau réciproque devient une famille de cercles situés dans des plans perpendiculaires à l'axe de rotation. La sphère d'Ewald en revanche reste fixe, mais elle intercepte plusieurs cercles.

### Diffraction sur poudre dans une chambre de Debye-Scherrer
Dans une chambre de Debye-Scherrer, on réalise de la diffraction d'un faisceau monochromatique par une poudre. Les grains de la poudre sont autant de petits cristaux disposés avec des orientations aléatoires. Dans le cas idéal, toutes les orientations possibles sont présentes et statistiquement équivalentes. 
Le schéma précédent doit donc être modifié : le réseau réciproque devient une famille de sphères engendrée par la rotation du réseau d'un grain cristallin dans toutes les directions. La sphère d'Ewald en revanche reste fixe.

### Diffraction sur cristal par la méthode de Laue
Dans la méthode de Laue, on observe la diffraction d'un faisceau polychromatique par un monocristal fixe. 
On garde donc cette fois le réseau réciproque tel qu'il a été présenté dans la construction générale. En revanche, la sphère d'Ewald devient une famille de sphères qu'on obtient en faisant varier continument la longueur d'onde (donc la longueur de {\displaystyle {\vec {k}}}) entre les valeurs des longueurs d'onde minimale et maximale comprises dans le faisceau.

### Diffraction des électrons dans un MET

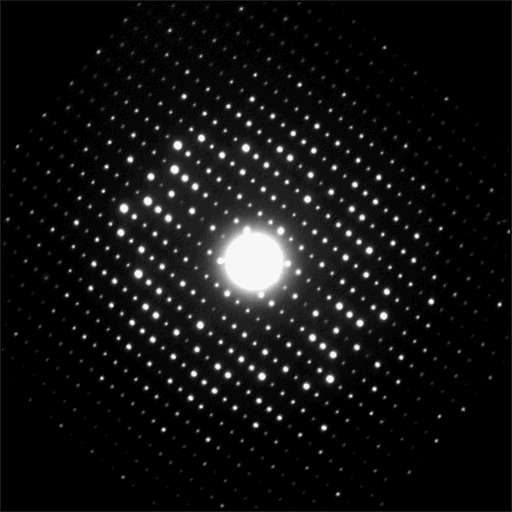
Cliché de diffraction d'un oxyde de tantale obtenu dans un MET. Dans cette configuration, la sphère d'Ewald est tellement grande qu'elle intercepte une large portion d'un plan du réseau réciproque.

Dans la limite des courtes longueurs d'onde, le rayon de la sphère d'Ewald devient très grand ; elle devient assimilable à un plan et peut intercepter simultanément toute une série de points alignés dans le réseau réciproque. C'est une situation fréquemment rencontrée dans le cas de la diffraction des électrons par un cristal dans un microscope électronique en transmission. L'image obtenue est alors une image très peu déformée du réseau réciproque.